# Krakvitz
Krakvitz ist ein Ortsteil der Stadt Putbus im Landkreis Vorpommern-Rügen in Mecklenburg-Vorpommern.

## Geografie und Verkehrsanbindung
Krakvitz liegt südwestlich der Kernstadt Putbus. Die Landesstraße 29 verläuft nördlich. Östlich liegt das 72 ha große Naturschutzgebiet Wreechener See.

## Geschichte
Aus vorgeschichtlicher Zeit stammt das Großsteingrab Krakvitz, eine megalithische Grabanlage der jungsteinzeitlichen Trichterbecherkultur.
Einzelne Szenen für die deutschen Filmkomödie Die Heiden von Kummerow und ihre lustigen Streiche aus dem Jahr 1967 wurden in Krakvitz gedreht. Das heute noch existierende „Alte Waschhaus“ in Krakvitz ist eines der wenigen noch bestehenden, historischen Gebäude, die in dem Film zu sind. Hauptdrehort des Films war der nahegelegene Ort Vilmnitz. 

## Sehenswürdigkeiten
- Bauernhof mit Wohnhaus, Stall, Brunnen, Hofpflasterfläche und Bauerngartenrest (Dorfstraße 18)
- Historisches Altes Waschhaus